# Boris Arapov
Boris Alexandrovič Arapov (rusky Бори́с Алекса́ндрович Ара́пов; 30. srpnajul./ 12. září 1905greg. Petrohrad – 21. ledna 1992 tamtéž) byl ruský hudební skladatel a pedagog.

## Život
Na klavír ho začal učit matka. Později se stala jeho učitelkou klavíristka Zajcevová-Žukovičová. V deseti letech napsal své první skladby. V roce 1921 se přestěhoval do Petrohradu a studoval hru na klavír u Marii Judinové a Samarije Savšinského. Úraz ruky mu však nedovolil pokračovat v kariéře koncertního klavíristy. V roce 1923 vstoupil na kompoziční oddělení petrohradské konzervatoře, kde byli jeho učiteli Vladimír Ščerbajev a Michail Černov.
Po absolvování konzervatoře přednášel teoretické obory na Hudebním učilišti M. P. Musorgského a pracoval v Ústavu historie umění. V roce 1930 se stal učitelem na Leningradské konzervatoři a v roce 1940 byl jmenován profesorem. Během druhé světové války byla konzervatoř evakuována do Taškentu v Uzbekistánu. Zabýval se uzbeckou národní hudbou a při svých cestách do Číny a do Koreje byl ovlivněn hudbou dálného východu. V roce 1951 se stal vedoucím katedry instrumentace a v letech 1974–1992 vedl katedru skladby.
Vedle práce na konzervatoři se Arapov zabýval i organizační činností ve Svazu sovětských skladatelů. Zemřel v Petrohradě 21. ledna 1992. Je pohřben na Komarovském hřbitově.

## Ocenění
- Zasloužilý umělec Uzbecké SSR (1944)
- Zasloužilý umělec Sovětského svazu (1957)
- Národní umělec RSFSR (1976)
- Nositel řádu rudého praporu práce (1953)
- Nositel Leninova řádu (1986)

## Dílo

### Jevištní díla
- Ходжа Насреддин (Nasreddin, opera, 1944)
- Фрегат „Победа“ (Fregata Vítězství, opera, 1957)
- Дождь (Déšť, opera, 1967)
- Портрет Дориана Грея (Obraz Doriana Graye, balet podle Oscar Wilda, 1971)

### Orchestrální skladby
- Symfonie č. 1 (1947)
- Fugato (1927)
- Tádžická suita (1938)
- Ruská suita (1951)
- Symfonie č. 2 Svobodná Čína (1959)
- Symfonie č. 3 (1962)
- Houslový koncert (1964)
- Koncert pro orchestr (1969)
- Koncert pro klavír, housle, bicí nástroje a komorní orchestr (1973)
- Symfonie č. 4 (1977)
- Symfonie č.5 (1981)
- Symfonie č.6 (1985)
- Symfonická báseň po přečtení románu Čingize Ajtmatova „Popraviště“ (1987)
- Symfonie č.7 (1991)
- Hudba pro violoncello, klavír, bicí nástroje a orchestr (Откровение Иоанна Богослова) (1989)

### Vokální skladby s orchestrem
- Cyklus písní na verše Alexandra Sergejeviče Puškina (1937)
- Pochodová píseň gelogů (1933)
- Písně vzdoru pro bas a estrádní orchestr (1940)
- Jalal ad-Din (oratorium, 1944)

### Komorní hudba
- Variace pro klavír (1929)
- Sonáta pro sólové housle (1930)
- Humoreska pro klavír (1937)
- Trio pro klarinet, housle a klavír (1943)
- 10 uzbeckých písní pro klavír (1944)
- 6 skladeb pro klavír (1955)
- Etuda-scherzo pro klavír (1967)
- Sonáta pro klavír (1970)
- 3 skladby pro klavír (1976)
- Sonáta pro klavír č. 2 věnovaná G. Sokolovi (1978)
- Sonáta pro klavír č. 3
- Sonáta pro housle a klavír na pamět M. Vaimana (1978)
- Sonáta pro lesní roh a klavír (1981)
- 5 skladeb pro klavír (1983)
- Sonáta pro violoncello a klavír věnovaná D. Šafranovi (1985)
- Sonáta pro klavír č. 4 (1990)
- Sonáta pro klavír č. 5 (posmrtná redakce S. Slonimského, 1992)

### Písně
- Písně na verše Alexandra Bloka
- Monolog na verše Andreje Vozněsenského pro baryton, trubky, bicí nástroje a klavír (1969)
- Petrarcovy sonety. Vokální cyklus pro mezzosoprán a klavír (1975)
- 2 monology na verše Borise Pasternaka (1980)
- Vokální cyklus na verše Anny Achmatovové, Olgy Fjodorovny Bergholzové, Osipa Mandelštama a Michaila Alexandroviče Dudina (1988)
- Duše a tělo. Vokální cyklus na verše Nikolaje Stěpanoviče Gumiljova a Osipa Mandelštama (1991)
- Úpravy národních písní

### Filmová hudba
- 1932 – Vítězové nad nocí
- 1935 – Měsíční kámen
- 1940 – Přechod
- 1942 – Říkají mu Suche-Bator
- 1943 – Nasreddin v Buchaře
- 1954 – Dýka
- 1990 – Historie bolesti (dokument)